# トルメイン・ジョンソン (コーナーバック)
トルメイン・ジョンソン（Trumaine Johnson 1990年1月1日- ）は、カリフォルニア州ストックトン出身のアメリカンフットボール選手。現在フリーエージェント。ポジションはコーナーバック。

## 経歴
モンタナ大学では4シーズンプレーし、先発42試合を含む47試合に出場し、173タックル（105ソロタックル）、15インターセプト、1.5サック、セイフティ1回をあげた。
2012年のNFLドラフト3巡でセントルイス・ラムズに指名されて入団した。この年、第4週のシアトル・シーホークス戦でプロ初インターセプトをあげた。この年第3のコーナーバックとして起用され、35タックル、2インターセプトをあげた。
2013年3月22日、モンタナ州ミズーラ飲酒運転により逮捕された。同年5月執行猶予1年の判決を受けた。負傷のため期待外れのプレーをしているコートランド・フィネガンに代わり先発として起用されるようになった。12試合の先発出場を含む全16試合に出場し、68タックル、3インターセプトの成績を残した。
2014年、ジャノリス・ジェンキンスの反対サイドでの先発出場が期待されていたが、プレシーズン第3週のクリーブランド・ブラウンズ戦でひざを負傷し、カートに運ばれて退場した。翌日、MCLを痛めたことが判明し、全治4～6週間であることが発表された。ひざの負傷で開幕から8週間欠場したものの、45タックル、チームトップの3インターセプトをあげた。第13週のオークランド・レイダース戦では2インターセプトを奪い、1回は43ヤードのリターンTDをあげた。